# Les Lamentations de l'agneau
Les Lamentations de l'agneau (羊のうた, Hitsuji no uta) est un manga de Kei Tōme. Publié en français par les éditions Delcourt, il comporte sept tomes, la série étant terminée.

## Synopsis
Kazuna Takashiro, un lycéen ordinaire, vit chez des amis de son père, dont il est sans nouvelle depuis la mort de sa mère quelques années auparavant. Mais un jour, alors qu’il voit une tache de peinture rouge sur la manche d’une de ses amies, il s’évanouit. Il se souvient alors de la maison de son enfance et éprouve le profond besoin d’y retourner. À sa grande surprise, il y trouvera sa sœur aînée, Chizuna. Cette dernière lui révèle le lourd secret qui pèse sur sa famille : ils sont sujets à une maladie sanguine les poussant à désirer du sang… humain !

## Personnages
Kazuna Takashiro vit avec la famille Eda, des amis de son père qu'il n'a plus revu depuis la mort de sa mère. Lorsqu'il se découvre la même maladie génétique que sa sœur Chizuna, il décide de retourner habiter avec elle dans leur maison familiale afin qu'ils puissent d'entraider.
Chizuna Takashiro est la sœur ainée de Kazuna. Elle vivait avec son père dans leur maison familiale depuis la mort sa mère. Elle est atteinte d'un maladie génétique qui la rend anémique. Le seul moyen de retrouver ses forces est de boire du sang humain.
You Yaegashi est l'amie de Kazuna. C'est auprès d'elle que ses crises se déclarent le plus souvent.
Shin et Natsuko Eda sont les amis du père de Kazuna. Ils l'élèvent depuis la mort de la mère de celui-ci. Ils ignorent tout de la malédiction des Takashiro.
Le Docteur Minase est un ami proche de la famille Takashiro et le médecin traitant de Chizuna. Il lui fournit des cachets pouvant assécher sa soif de sang en attendant de trouver un remède à son mal.
Le Docteur Shizuna Takashiro est le père de Chizuna et Kazuna. Né Ishikura, il prend le nom de famille de sa femme qui meurt de la maladie des Takashiro. Seul avec une fille malade et un fils sain, il choisit de confier Kazuna à un couple d'ami sans enfant, les Eda. Il prend soin de Chizuna tout en continuant ses recherches sur la mystérieuse maladie. Il se suicide un an avant le début de l'histoire.
Shinobu Kazami est la dernière assistante du Docteur Shizuna Takashiro. Choquée par son suicide que rien n'annonçait, elle part en quête de réponses. Le secret des Takashiro s'en trouve menacé.

## Manga

### Fiche technique
- Édition japonaise : Gentosha Comics, Scholar, Sony magazines
  - Nombre de volumes sortis : 7 (terminé)
  - Date de première publication : janvier 1997
  - Prépublication : Weekly Shōnen Magazine, 2 août 2006

- Édition française : Akata
  - Nombre de volumes sortis : 7 (terminé)
  - Date de première publication : 2005
  - Format : 127 mm × 180 mm
  - 220 pages par volume

- Autres éditions
  -  Tokyopop
  -  Tokyopop

### Les différentes éditions japonaise
- La prépublication de ce titre a commencé dans le magazine Comic Burger des éditions Scholar, et lorsque ce magazine s'est arrêté, elle a continué dans le Comic BIRZ des éditions Gentosha.
- Les trois premiers tomes du manga ont d'abord été publiés chez Scholar, puis ont été réédités chez Sony et suivis des tomes 4 et 5, et à nouveau réédités chez Gentosha où sont aussi sortis les tomes 6 et 7.
- Une édition de luxe a également vu le jour chez Gentosha, incluant notamment les pages couleur présentes dans le magazine de prépublication mais qui se retrouvent en noir et blanc dans l'édition standard des volumes reliés.

## Les adaptations

### OAV
Une série de 4 OAV de 28 minutes chacun sont réalisés par les studios Madhouse en 2003.
|                   | Voix Japonaises    |
| ----------------- | ------------------ |
| Kazuna Takashiro  | Tomokazu Seki      |
| Chizuna Takashiro | Megumi Hayashibara |
| Shou Yaegashi     | Satsuki Yukino     |
| Dr. Minase        | Shinichirô Miki    |
| Kinoshita         | Kenichi Suzumura   |
| Akira Eda         | Juurôta Kosugi     |

### Film
Le manga est sorti sous la forme d'un film de 109 minutes en 2002 . Il est réalisé par Junji Hanado.
|                   | Distribution  |
| ----------------- | ------------- |
| Kazuna Takashiro  | Shun Oguri    |
| Chizuna Takashiro | Natsuki Kato  |
| Shou Yaegashi     | Minami        |
| Dr. Minase        | Kazuma Suzuki |